# Chico Amaral
Francisco Amaral ComMM (Campinas, 29 de janeiro de 1922 — Campinas, 28 de janeiro de 2016), também conhecido como Chico Amaral, foi um advogado, filósofo e político brasileiro filiado ao Partido do Movimento Democrático Brasileiro (PMDB). Por São Paulo, foi deputado federal durante seis mandatos e vice-presidente da Assembleia Legislativa, além de prefeito de Campinas em duas ocasiões.

## História
Realizou os estudos primários no Grupo Escolar e no Instituto de Educação Carlos Gomes, matriculando-se depois no curso secundário do Colégio Estadual Culto à Ciência, todos em sua cidade natal. Em 1946, diplomou-se em filosofia pela Faculdade de Filosofia, Ciências e Letras, da Pontifícia Universidade Católica (PUC) de Campinas.
De 1948 a 1950, lecionou filosofia no Ginásio Estadual de Amparo (SP), do qual foi também diretor, e no ano seguinte bacharelou-se pela Faculdade de Direito do Rio de Janeiro, fundada por Roberto Lira e precursora da Universidade do Estado da Guanabara, atual faculdade de direito da UERJ. Fixando sua banca de advocacia em Campinas, passou a dar assistência jurídica aos sindicatos de trabalhadores da cidade e das vizinhas Americana, Rio Claro, São Carlos, Araras, Tapiratiba e Porto Ferreira.
Foi eleito deputado estadual em 1962 e deputado federal por São Paulo em 1967, sendo essa a primeira de suas seis legislaturas.
No pleito de outubro de 1962, elegeu-se deputado estadual, na legenda da Coligação Janista, integrada pelo Partido Trabalhista Nacional (PTN) — ao qual era filiado — e pelo Movimento Trabalhista Renovador (MTR). Na campanha eleitoral contou com o apoio dos ferroviários de diversas cidades paulistas, aos quais prestava assistência jurídica. Assumindo o mandato em fevereiro de 1963, durante a legislatura foi membro das comissões de Justiça e de Serviço Público, e em 1965 assumiu a vice-presidência da Assembleia Legislativa. Com a extinção dos partidos políticos pelo Ato Institucional nº 2 (27 de outubro de 1965) e a posterior instauração do bipartidarismo, filiou-se ao Movimento Democrático Brasileiro (MDB), partido de oposição ao regime militar instalado em abril de 1964. Em 1966, tornou-se vice-líder do partido.
No pleito de novembro de 1966 foi eleito deputado federal por São Paulo, na legenda do MDB. Deixando a Assembleia, em janeiro de 1967, assumiu o mandato na Câmara dos Deputados em fevereiro. Por proposta sua, em 1967, criou-se uma comissão parlamentar de inquérito (CPI) para investigar denúncias de irregularidades no Instituto Nacional de Previdência Social (INPS). Entre 1969 e 1970, foi vice-presidente do MDB paulista, exercendo eventualmente a presidência. Em maio de 1970, alçado à vice-liderança do MDB, integrou como titular a Comissão de Educação e Cultura.
Reeleito, em novembro de 1970, fez parte do grupo “autêntico” do MDB, sendo reconduzido, em março do ano seguinte, à vice-liderança do partido na Câmara. Nesta época, defendeu o anteprojeto que regulamentava a fidelidade partidária. De 1971 a 1972, presidiu a Comissão de Educação e Cultura. Na disputa pela prefeitura de Campinas, em novembro de 1972, perdeu para Lauro Péricles Gonçalves (1973-1977), da Arena. Depois disso, entendeu que seu partido deveria participar das eleições indiretas para o governo de São Paulo, a serem realizadas em outubro de 1974, mas sua proposta foi rejeitada pelo diretório regional.
Em novembro, reelegeu-se deputado federal, tendo sido o candidato mais votado do estado. Iniciada a legislatura, foi designado suplente das comissões de Economia, Indústria e Comércio; Ciência e Tecnologia; Educação e Cultura. Em julho de 1975, a bancada paulista escolheu-o como líder. Correligionário de Orestes Quércia, organizou um movimento de apoio à pretensão do senador paulista de tornar-se presidente do diretório regional. A seu ver, o “quercismo” representava uma reação das bases estaduais contra as práticas “caciquistas” da direção nacional. Candidato do grupo “renovador” à presidência do MDB, enfrentou o deputado Ulisses Guimarães, sustentado pela maioria “moderada”, na convenção nacional realizada em setembro de 1975. Em novembro de 1976, elegeu-se prefeito de Campinas, com votação superior a de qualquer outro candidato a prefeituras em todo o país. Renunciou ao mandato na Câmara dos Deputados e tomou posse em março do ano seguinte.
Filiado ao MDB, elegeu-se prefeito de Campinas, cidade do interior do Estado de São Paulo, para o período de 1977 a 1982. Sua gestão, marcada por várias licenças por motivos de saúde, procurou priorizar a periferia, com a construção de casas populares, escolas, creches e postos de saúde. Renunciou ao cargo em maio de 1982 para candidatar-se a deputado federal. Como o vice-prefeito José Roberto Magalhães Teixeira também renunciou para candidatar-se a prefeito, o cargo foi assumido pelo presidente da Câmara de vereadores, José Nassif Mokarzel.
Exerceu a presidência do diretório regional do partido e participou do seu diretório nacional. Em fevereiro de 1979, porém, em virtudes de divergências com o senador Orestes Quércia, abandonou o MDB.
Em novembro, com a extinção do bipartidarismo e a conseqüente reformulação partidária, filiou-se ao Partido Popular (PP). Em setembro do ano seguinte, devido ao adiamento das eleições municipais por dois anos, teve seu mandato prorrogado até o início de 1983. Em fevereiro de 1982, ante a situação política criada pela reforma eleitoral proposta pelo presidente João Figueiredo (1979-1985) ao Congresso, o PP e Partido do Movimento Democrático Brasileiro (PMDB), agremiação sucessora do MDB, uniram-se. Francisco Amaral aderiu à nova agremiação e, três meses depois, renunciou à prefeitura de Campinas, a fim de disputar no pleito de novembro uma vaga de deputado federal por São Paulo. Substituiu-o o presidente da Câmara Municipal, José Nassif Mokarzel, do Partido Democrático Social (PDS), uma vez que o vice-prefeito, José Roberto Magalhães Teixeira, também se desincompatibilizara, pretendendo ganhar a prefeitura.
Sétimo mais votado do PMDB paulista, assumiu sua cadeira na Câmara em fevereiro de 1983, sendo designado segundo vice-presidente da Comissão de Trabalho e Legislação Social; em 1986, a ela retornaria, como presidente. Durante a legislatura, foi titular das comissões de Previdência Social e de Comunicação e Informática.
Em 25 de abril de 1984, votou a favor da emenda Dante de Oliveira, que propunha o restabelecimento das eleições diretas para presidente da República em novembro. Derrotada a proposição — faltaram 22 votos para que o projeto pudesse ser encaminhado à apreciação pelo Senado Federal — no Colégio Eleitoral, reunido aos 15 de janeiro de 1985, Francisco Amaral votou no candidato oposicionista Tancredo Neves, eleito novo presidente da República pela Aliança Democrática, uma união do PMDB com a dissidência do PDS, abrigada na Frente Liberal. Doente, Tancredo não chegou a ser empossado na presidência, vindo a falecer em 21 de abril de 1985. Seu substituto foi o vice José Sarney, que já vinha exercendo interinamente o cargo desde 15 de março.
Em novembro de 1986, Francisco Amaral elegeu-se deputado federal constituinte, como o sexto mais votado do PMDB no estado, totalizando 112.701 votos, em sua maioria provenientes de Campinas, Amparo, Valinhos e Rio Claro. Empossado em fevereiro de 1987, foi conduzido à coordenação da bancada paulista. Em junho do mesmo ano, apresentou projeto de emenda constitucional que ficou conhecido como “emenda Francisco Amaral”, propondo a prorrogação por dois anos dos mandatos dos prefeitos e vereadores eleitos em 1985, objetivando atingir, em 1990, sua coincidência com os de governador, senador, deputado estadual e federal.
Ao longo de 1987, acumulou a presidência da Subcomissão do Poder Judiciário e do Ministério Público e da Comissão de Organização dos Poderes e Sistema de Governo; e a suplência da Subcomissão dos Direitos dos Trabalhadores e Servidores Públicos e da Comissão da Ordem Social. Nas principais votações da Assembleia Constituinte, opôs-se à pena de morte; à limitação do direito de propriedade; à legalização do aborto; à estatização do sistema financeiro. Votou a favor do rompimento de relações diplomáticas com países que praticassem política de discriminação racial; do mandado de segurança coletivo; da estabilidade no emprego; da jornada semanal de 40 horas; do turno ininterrupto de seis horas; do aviso prévio proporcional; da unicidade sindical; da soberania popular; do voto aos 16 anos; do presidencialismo; da nacionalização do subsolo; da anistia aos micro e pequenos empresários; da legalização do jogo do bicho. Após a promulgação da nova Carta Constitucional (5 de outubro de 1988), integrou-se aos trabalhos legislativos ordinários na Câmara dos Deputados.

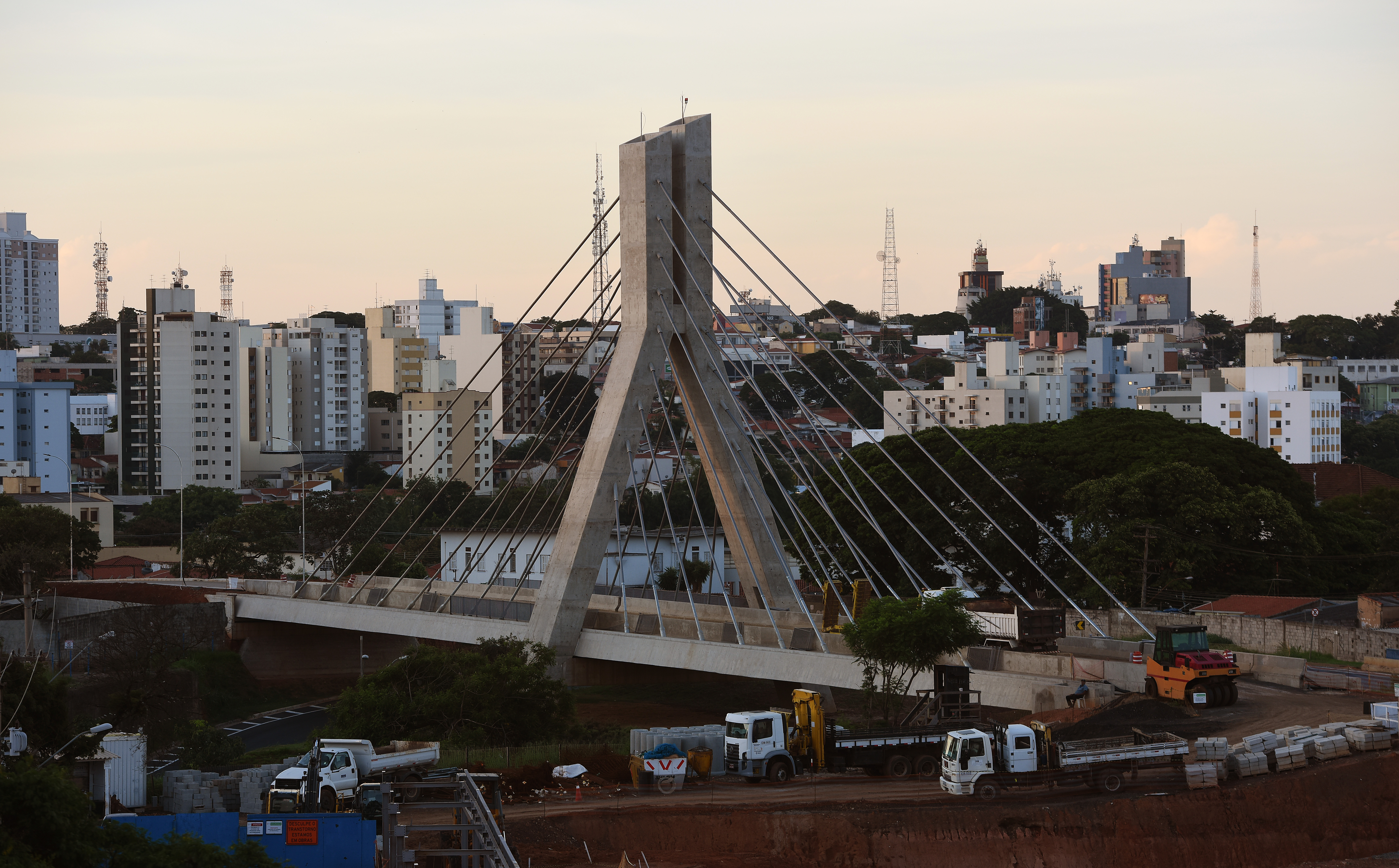
Viaduto Prefeito Francisco Amaral - Primeira Ponte Estaiada de Campinas

Concorreu à reeleição em outubro de 1990, obtendo uma suplência. Com a licença de Arnaldo Faria de Sá, para assumir a Secretaria Municipal de Esporte, Lazer e Recreação, no governo de Paulo Maluf (1993-1997), e a de Michel Temer, que assumira a Secretaria Estadual de Segurança, no governo de Luís Antônio Fleury Filho (1991-1995), Francisco Amaral exerceu o mandato de 13 de janeiro de 1993 a 3 de janeiro de 1994, durante o qual desempenhou a função de vice-líder do partido e a presidência da Comissão de Trabalho, Administração e Serviço Público. Em 1993, como deputado federal, Amaral foi admitido pelo presidente Itamar Franco à Ordem do Mérito Militar no grau de Comendador especial.
Em outubro de 1994, voltou a candidatar-se a deputado federal, mas não teve sucesso. No início de 1996, deixou o PMDB que lhe havia negado legenda para disputar a prefeitura de Campinas no pleito de outubro seguinte. Concorreu na legenda do Partido Progressista Brasileiro (PPB), liderado nacionalmente por Paulo Maluf. Candidato mais votado no primeiro turno, venceu no segundo turno, realizado em novembro, derrotando a candidata do Partido da Social Democracia Brasileira (PSDB), Célia Leão, e assumiu no dia 1 de janeiro de 1997, anunciando a criação do cargo de “gerente administrativo” do município, responsável pelas questões administrativas e burocráticas, liberando o prefeito para as articulações políticas, cumprindo seu mandato até o ano 2000.
Foi autor da lei que permite usar o Fundo de Garantia por Tempo de Serviço (FGTS) para a compra da casa própria.
Foi juiz do Tribunal Municipal de Impostos e Taxas de Campinas. Jornalista, especializou-se como cronista de turfe, tendo trabalhado no Diário do Povo, de Campinas, e na Última Hora, de São Paulo. Foi também um dos fundadores e diretores do semanário A Notícia, de curta duração.
Francisco Amaral retornou ao posto de prefeito em 1997, desta vez pelo PPB, cumprindo seu mandato até 2000. No final de sua vida, foi filiado ao PMDB. É de sua autoria a lei que permite usar o Fundo de Garantia por Tempo de Serviço (FGTS) para a compra da casa própria.
Casado com Marília Martorano Amaral, teve quatro filhas.
Faleceu na madrugada de 28 de janeiro de 2016 aos 93 anos e teria completado 94 anos no dia 29 de janeiro.